# La casa di Augusto
La casa di Augusto. Dai "Lupercalia" al Natale è un saggio del 2008, scritto dagli archeologi Andrea Carandini e Daniela Bruno ed edito da Laterza. Descrive la storia edilizia della abitazione privata di Ottaviano, poi divenuta residenza ufficiale del princeps e quindi modello per l'antichità di palazzo imperiale.
La trattazione è suddivisa in due parti: la prima, più discorsiva, scritta da Carandini; la seconda, più tecnica e dettagliata, scritta dalla Bruno. Lo sviluppo dei temi origina dalle mitiche leggende connesse al Lupercale (collocato sul Palatino) e passa attraverso la fase della dimora privata di Ottaviano, la fase della dimora pubblica di Augusto, fino ad arrivare al IV secolo quando (secondo la ricostruzione) la parte anteriore della domus (che costituiva l'avancorpo verso il Circo Massimo, in funzione celebrativa dell'imperatore) accolse l'edificio sacro della Basilica di Anastasia (figlia di Costanzo Cloro e sorella di Costantino) e ipotetico luogo della prima celebrazione rituale della festa del Natale.

## Edizioni
- Andrea Carandini, con Daniela Bruno, La casa di Augusto. Dai "Lupercalia" al Natale, Roma-Bari, Laterza, 2008,  p. 284, ISBN 978-88-420-8641-3.